# Achim Pandrea
Achim Pandrea (n. 25 martie 1890, Feleag – d. 15 ianuarie 1959, Feleag) a fost un deputat în Marea Adunare Națională de la Alba Iulia, organismul legislativ reprezentativ al „tuturor românilor din Transilvania, Banat și Țara Ungurească”, cel care a adoptat hotărârea privind Unirea Transilvaniei cu România, la 1 decembrie 1918.:p. 77

## Biografie
Născut în  localitatea Feleag în anul 1890, Achim a urmat șapte clase primare, ocupația sa de bază fiind agricultura.
A fost comandantul Gărzii Naționale Române din localitatea sa natală. După anul 1918 este numit intendent la Școala Normală din Cristuru Secuiesc. Activează ca membru al Partidului Național Agrar. Între anii 1937-1938, Achim Pandrea este numit primar în Feleag. Decedează la data de 15 ianurie 1959 în locul nașterii sale, Feleag.

## Activitatea politică
A fost ales ca delegat titulat al cercului electoral  Cristuru Secuiesc, la Marea Adunare Națională de la Alba Iulia de la 1 decembrie 1918.:p.261